# Newtype (Gundam)
Para la revista Newtype, ver Newtype.
Un Newtype es la teórica siguiente fase evolutiva del ser humano en el universo ficticio de Gundam . Esta pequeña pero radical metamorfosis es generalmente expresada en una mayor conciencia mental, resultado de una adaptación evolutiva a la vida en el espacio. Como tal, se considera que los Newtypes son comunes entre los Cosmonoides (humanos que viven en el espacio), aunque no necesariamente ya que Amuro Ray, posiblemente el más famoso Newtype, nació en la Tierra.
Los Newtypes son parte integral de la línea de tiempo Universal Century (cronológicamente la primera), aunque el mismo concepto está presente también en la línea de tiempo After War.

## Características
Los Newtypes tiene un alto grado de conciencia espacial. Algunos más no todos, son capaces de empáticamente detectar otros Newtypes, y son sensibles a intenciones hostiles dirigidas a ellos por otros, permitiéndoles reaccionar a tales peligros. Este efecto es frecuentemente representado en las series de anime como un rayo blanco sobre la frente acompañado de un efecto de sonido particular, un fenómeno conocido como "Newtype flash".
Los Newtypes más poderosos también muestran habilidades telepáticas y telekinéticas:
- Kamille Bidan, con ayuda del bio-sensor del Zeta Gundam, fue capaz de canalizar los espíritus de sus amigos muertos y crear una barrera similar a un I-field, incrementar el tamaño de su sable láser, y anular el control del The O de Paptimus Scirocco (el cual tiene un sistema psycommu sustituto similar al bio-sensor).
- Amuro Ray, piloteando el Nu Gundam equipado con el psycoframe, produce una resonancia síquica con todos los pilotos alrededor de él y generó un campo de fuerza anti-gravedad, alejando al asteroide Axis lejos de la Tierra.
- Judau Ashta, quien pilotea el Zeta y el ZZ Gundam en la serie Gundam ZZ, también canaliza los espíritus de sus compañeros caídos (incluso algunos de Zeta Gundam) para activar el bio-sensor del ZZ Gundam. También proyecta una imagen de sí mismo enojado luego de que Haman Karn disparara a su hermana.

Las habilidades de los Newtype son mostradas de forma muy abstracta y son tratadas como eventos misteriosos muy similares a como se muestra La Fuerza en la trilogía de Star Wars.
Yoshiyuki Tomino es muy vago en definir que son exactamente los Newtypes. A pesar de que en las series de televisión demuestren habilidades de percepción extrasensorial, Tomino ha negado desde el comienzo que los Newtype sean espers.
En el manga Mobile Suit Crossbone Gundam que toma lugar muchos años después de los sucesos de Char's Counterattack, se da a entender a los newtypes como producto de la misma naturaleza humana, la cual puede adaptarse a diferentes situaciones, los newtypes serían entonces, el resultado de la adaptación de los humanos a vivir en el espacio